# Bohumil Váňa
Bohumil Váňa (né le 17 janvier 1920, mort le 4 novembre 1989) est un pongiste tchécoslovaque. Il a été champion du monde en simple en 1938 et en 1947.